# William H. Cade
Dr. William H. "Bill" Cade es un biólogo y el actual presidente de la Universidad de Lethbridge. Investiga el papel de las señales acústicas en el comportamiento sexual de los grillos de campo (Gryllinae).

## Formación
Cade completó su licenciatura (1968), maestría (1972) y doctorado (1976) en zoología en la Universidad de Texas en Austin. Mientras cursaba la carrera en Texas, Cade se convirtió en miembro del capítulo Tau de la Fraternidad Kappa Sigma. Para su maestría trabajó con el profesor Osmond Breland en los aspectos inusuales de las células espermáticas. Su tesis doctoral trataba de la evolución del comportamiento reproductivo en insectos y estudió con el profesor Daniel Otte.

## Investigación
Cade ha realizado investigaciones sobre comportamiento animal, comportamiento reproductivo de los insectos, señales acústicas en el grillo, comportamiento reproductivo de las cucarachas, y coevolución depredador-presa.

### Moscas y grillos
En 1975, junto con su mujer Elsa Salazar Cade, Cade descubrió que la mosca parásita Ormia ochracea es atraída por el canto del grillo macho. Únicamente las moscas hembras son atraídas por el canto, y depositan las larvas sobre el hospedador (el grillo macho) o bien en sus alrededores. Las larvas perforan el exoesqueleto del grillo y se lo comen, matándolo en siete días aproximadamentecuando la mosca pasa al estadio de pupa. Este fue el primer ejemplo descrito de un enemigo natural que localiza a su hospedador o presa siguiendo su señal de emparejamiento.
A finales de 2006, las investigaciones de Marlene Zuk revelaron que la relación entre el grillo y la mosca es uno de los ejemplos más rápidos de coevolución jamás registrados. La presión de O. ochracea ha causado la evolución de machos de grillo silenciosos con las alas planas similares a las de las hembras.
Cade mantiene una larga colaboración con Dan Otte recolectando y estudiando los grillos y saltamontes de África.

## Otros
Durante su periodo como Decano de Ciencias en Brock, Bill Cade ayudó a establecer el Cool Climate Oenology and Viticulture Institute.
| Predecesor: Howard E. Tennant | Presidente de la Universidad de Lethbridge 2000 - 2010 | Sucesor: Michael J. Mahon |